# Creative Destruction
Creative Destruction (C.D.), anciennement FortCraft, était un jeu vidéo en ligne et free-to-play de type battle royale développé et édité par la société NetEase Games. Il fonctionnait sur les smartphones Android ou iOS et sur les ordinateurs Windows. Le jeu est sorti le 20 juin 2018, et a fermé ses portes le 27 juin 2022 (27 juillet 2022 au Japon sur la version mobile), au même moment que le jeu Rules of Survival du même développeur à la suite d'annonces publiées deux mois plus tôt sur Facebook, Instagram, Discord et Twitter,,,.
Le jeu pouvait être téléchargé gratuitement sur le site officiel et sur les plates-formes de distribution d'applications en ligne Google Play, Apple App Store, et Steam.

## Système de jeu

### Généralités
Creative Destruction est un jeu de tir jouable à la troisième personne tout comme à la première personne. Il reprend le principe des jeux battle royale dont l'objectif est d'être le dernier (ou la dernière équipe) survivant(e) de la partie. 100 joueurs sont largués d'un avion-taxi sur une île de 16 000 000 m² comportant 13 zones, commencent avec un équipement minimal appelé désassembleur et doivent ensuite trouver le plus rapidement possible des armes, des soins, du matériel de construction et d'autres équipements afin d'éliminer tous les adversaires tout en évitant d'être piégés à l'extérieur d'une « zone sûre » de plus en plus réduite.
Creative Destruction a de grandes ressemblances au niveau du fonctionnement et des graphismes avec le jeu Fortnite,,. 

## Avis et critique
- Google Play : 4,4/5[9]
- Metacritic : 6,2/10[16]
- Common Sense Media : 4/5[17]
- GameZebo : 3,5/5[18]
- ProGamer : 9,9/10[19]
- Droid Gamers : 8,4/10[20]
- SensCritique : 2.9/10[21]
- Jeuxvideo.com : 18,85/20[22]
- Clubic : 3.8/5[23]
- Mobigaming : 4/5[24]

## Équipes/clans notables du jeu[25]
- Kingz Esports
- IX Esports
- LGDS Clan
- Sage Esports
- Team 404[26]
- CRiSiS Esports
- NΣ Clan
- Nova Esports
- KGꓭ Esports
- NsLs Clan
- Senju Esports
- VTL Esports